# 3, 2, 1 Baila
3, 2, 1, Baila è stato un programma televisivo italiano di genere game show e danza, in onda su Italia 1 nei mesi di aprile e maggio del 2004, il sabato e la domenica nell'access prime time con replica nella mattina del rispettivo giorno seguente. La conduzione era affidata a Enrico Papi, con la collaborazione di una esordiente Julia Smith e del cast formato dal runner Marco Magionesi e dalle ballerine Mifua Lee e Ramona Cheorleu.

## Il programma
Il format, tratto dal concept del videogioco Dancing Stage Fever (la versione europea del fortunato Dance Dance Revolution) della Konami, è stato presentato come "il Karaoke fatto con i piedi", e si concentrava su delle gare di otto concorrenti che si sfidavano nelle piazze italiane in sfide di ballo. Sotto base musicale, i partecipanti dovevano infatti seguire le frecce mostrate su uno schermo e mettere i piedi nelle posizioni esatte. Nel programma Julia Smith aveva il ruolo, prima dell'inizio di ciascuna sfida, di esibirsi in una sua piccola coreografia, chiamata da ella con i nomi di "sfumatura" o "sfumata", che durante la sfida i concorrenti dovevano ripetere solo quando sentivano la parola Baila, mentre in caso di errore o mancata esecuzione, rimanevano avvolti per un po' dal fumo che impediva loro di vedere le frecce: il concorrente che sbagliava meno passi si aggiudicava la sfida. Per il vincitore della puntata era in palio un premio datogli dalla produzione. Ciascuna puntata si concludeva con l'esibizione di due freestyler membri della DDR Planet, o degli stessi Enrico Papi e Julia Smith con alcuni componenti del pubblico.